# Ivy Matsepe-Casaburri
Ivy Matsepe-Casaburri (Kroonstad, 18 september 1937 - Johannesburg, 6 april 2009) was een Zuid-Afrikaans politica namens het Afrikaans Nationaal Congres (ANC).

## Biografie
Matsepe-Casaburri behaalde haar bachelor aan de Universiteit van Fort Hare in Alice en werd nadien lerares in Natal. Spoedig ging zij in ballingschap naar Swaziland, Zambia, de Verenigde Staten en Namibië, waarna zij in 1990 terugkeerde naar Zuid-Afrika. In de Verenigde Staten was zij gedoctoreerd in de sociologie aan de Rutgers-universiteit.
Van 1993 tot 1996 was zij voorzitter van de Zuid-Afrikaanse televisiemaatschappij, de eerste vrouw en de eerste zwarte om dit ambt te bekleden. Aansluitend was zij namens het ANC van 1996 tot 1999 premier van de provincie Vrijstaat.
In juni 1999 werd Matsepe-Casaburri benoemd tot minister van Telecommunicatie en Posterijen in de Zuid-Afrikaanse regering onder president Thabo Mbeki. Deze functie bekleedde zij bijna tien jaar. Op 25 september 2008 nam zij, tussen het aftreden van Mbeki en het aantreden van de nieuwe president Kgalema Motlanthe, gedurende een halve dag het presidentschap van Zuid-Afrika waar.
Matsepe-Casaburri overleed in 2009 op 71-jarige leeftijd.